# Resolutie 2350 Veiligheidsraad Verenigde Naties
Resolutie 2350 van de Veiligheidsraad van de Verenigde Naties werd unaniem door de VN-Veiligheidsraad aangenomen op 13 april 2017. De resolutie beëindigde de MINUSTAH-vredesmacht in Haïti in oktober 2017, en creëerde er de nieuwe MINUJUSTH-vredesmacht.

## Standpunten
Resolutie 2350 kwam to stand met de "Groep van vrienden van Haïti" binnen de Organisatie van Amerikaanse Staten. Uruguay, Bolivia en Brazilië uitten kritiek op de toevoeging van paragrafen waarover naar hun mening onvoldoende overleg was geweest. Men name paragraaf °18, die gewag maakte van allerlei problemen met de troepen en hun materieel, werd overbodig bevonden. De Boliviaanse vertegenwoordiger zei dat de passage was overgenomen uit een resolutie over een andere vredesmacht, en geenszins overeenstemde met de realiteit en de hoge mate van professionaliteit onder de MINUSTAH-troepen. Hij vond dat er geen standaardparagrafen in alle resoluties over vredesoperaties mochten worden overgenomen. Zijn Braziliaanse collega stemde daarmee in, en zei dat in dertien jaar geen van de in de bewuste passage opgesomde problemen zich hadden voorgedaan. Brazilië had de militaire leiding over de MINUSTAH-vredesmacht, en droeg meer dan duizend militairen bij.
Rusland vond het mandaat van de vredesmacht onduidelijk. Zo verwees de tekst naar hoofdstuk VII van het Handvest van de Verenigde Naties, waarmee werd geïmpliceerd dat geweld mocht worden gebruikt, terwijl de blauwhelmen niet in Haïti waren voor een mensenrechtenkwestie.
De Amerikaanse vertegenwoordiger, Nikki Haley, zei dat paragrafen inzake verantwoording en rapportage waren toegevoegd om de effectiviteit van het personeel in Haïti op te volgen. De missie mocht dan wel een succes zijn, voor velen in Haïti was het in de praktijk een nachtmerrie. Zo hadden vredeshandhavers koekjes en snoep gebruikt om achtergelaten kinderen mee te lokken en seksueel te misbruiken. De Verenigde Staten, zei ze, hadden de VN en de landen die manschappen bijdroegen duidelijk gemaakt dat dergelijke gevallen van misbruik moesten stoppen.
De leden van de Veiligheidsraad waren het er wel over eens dat Haïti een zekere stabiliteit had bereikt. Hierdoor leek de tijd rijp om de vredesmacht in het land terug te schroeven.

## Achtergrond
Haïti wordt al sedert de jaren 1990 geplaagd door politieke chaos, corruptie en rebellen. In 2004 stuurden de Verenigde Naties de MINUSTAH-vredesmacht naar het land om er de orde te handhaven, nadat de regering van Jean-Bertrand Aristide omver was geworpen door een staatsgreep. In 2010 verergerde de situatie verder nadat een zware aardbeving grote schade veroorzaakte. Begin oktober 2016 werd het land ook nog eens zwaar getroffen door een orkaan.
Er waren al verschillende schandalen geweest rond de vredesmacht in Haïti. Zo werden in 2007 een honderdtal blauwhelmen uit Sri Lanka weggestuurd na beschuldigingen over seksueel misbruik van minderjarigen. In 2011 zouden vijf blauwhelmen uit Uruguay iemand hebben aangerand, maar werden vrijgesproken omdat het slachtoffer onvindbaar was. Daarnaast hadden Nepalese blauwhelmen in 2010 een cholera-epidemie veroorzaakt, en zagen Haïtianen de vredesmacht steeds meer als een bezettingsmacht.

## Inhoud
Op 7 februari 2017 was zakenman Jovenel Moïse geïnaugureerd als president van Haïti. Dit gebeurde na presidentsverkiezingen die meermaals waren uitgesteld vanwege het geweld in het land, maar die wel min of meer vreedzaam waren verlopen.
Haïti bleef echter met grote humanitaire problemen kampen, zeker nadat het land enkele maanden tevoren door een zware orkaan was getroffen. Onder meer cholera bleef het land teisteren, en had al duizenden slachtoffers gemaakt. Op 16 december had de Algemene Vergadering een resolutie aangenomen, waarmee ze een nieuwe aanpak van dit probleem goedkeurde. Die door secretaris-generaal Ban Ki-moon uitgewerkte aanpak bestond uit het verbeteren van de waterkwaliteit, sanitair en gezondheidszorg, en ondersteuning voor de slachtoffers.
In zijn rapport van 16 maart had secretaris-generaal António Guterres aanbevolen de MINUSTAH-vredesmacht in oktober 2017 te beëindigen, en een nieuwe vredesmacht op te richten om de overheid aldaar te blijven ondersteunen. MINUSTAH's mandaat werd aldoende een laatste keer verlengd, tot 15 oktober 2017. De 2300 manschappen van het militaire component moesten geleidelijk aan worden teruggetrokken. De belangrijkste taak bleef het versterken van de Haïtiaanse Nationale Politie (HNP), zodat deze de veiligheid in het land zou kunnen verzekeren.
Ervoor in de plaats kwam de MINUJUSTH-vredesmacht, met een eerste mandaat tot 15 april 2018. MINUJUSTH – wat stond voor "VN-missie ter ondersteuning van justitie in Haïti" – zou bestaan uit zeven politie-eenheden met in totaal 980 manschappen en 295 individuele agenten. MINUSTAH had elf eenheden en 1001 agenten. De opdracht van de missie zou het verder versterken van de HNP en toezien op de mensenrechten worden.
De landen die manschappen bijdroegen aan MINUSTAH werden bedankt. Tegelijkertijd werden ze erop gewezen dat problemen met niet-bekendgemaakte nationale reserveringen (beperkingen die landen stelden aan de inzet van hun manschappen), gebrekkige bevelvoering, weigering om bevelen op te volgen, het niet ingrijpen bij aanvallen op burgers en ontoereikende uitrusting moesten worden opgelost.
Lijst ·  2337 ·  2338 ·  2339 ·  2340 ·  2341 ·  2342 ·  2343 ·  2344 ·  2345 ·  2346 ·  2347 ·  2348 ·  2349 ·  2350 ·  2351 ·  2352 ·  2353 ·  2354 ·  2355 ·  2356 ·  2357 ·  2358 ·  2359 ·  2360 ·  2361 ·  2362 ·  2363 ·  2364 ·  2365 ·  2366 ·  2367 ·  2368 ·  2369 ·  2370 ·  2371 ·  2372 ·  2373 ·  2374 ·  2375 ·  2376 ·  2377 ·  2378 ·  2379 ·  2380 ·  2381 ·  2382 ·  2383 ·  2384 ·  2385 ·  2386 ·  2387 ·  2388 ·  2389 ·  2390 ·  2391 ·  2392 ·  2393 ·  2394 ·  2395 ·  2396 ·  2397